# Sartilly-Baie-Bocage
Sartilly-Baie-Bocage é uma comuna francesa na região administrativa da Normandia, no departamento da Mancha. Estende-se por uma área de 30,68 km². Em 2010 a comuna tinha 2 870 habitantes (densidade: 93,5 hab./km²).
A municipalidade foi estabelecida em 1 de janeiro de 2016 e consiste na fusão das antigas comunas de Angey, Champcey, Montviron, La Rochelle-Normande e Sartilly. A comuna tem sua prefeitura em Sartilly.